# Hanshin Koshien Stadium
Hanshin Koshien Stadium is het honkbalstadion van de Hanshin Tigers, Japan.
Koshien Stadium opende zijn deuren op 1 augustus 1924. Het stadion staat in de stad Nishinomiya in de prefectuur Hyogo. De capaciteit van het stadion is 43.508 toeschouwers.

## Bespelers van Koshien Stadium
- Hanshin Tigers (1935 - heden)

## Feiten
- Geopend: 1 augustus 1924
- Ondergrond: gras
- Constructiekosten: 2,5 miljoen Japanse yen
- Capaciteit: 43.508